# Ildebrando Pizzetti
Ildebrando Pizzetti (20 de setembro de 1880 - 13 de fevereiro de 1968) foi um pianista e compositor italiano.
Pizzetti destacou-se por fazer parte da "Geração de 1880", juntamente com Ottorino Respighi e Gian Francesco Malipiero. Eles estavam entre os primeiros compositores italianos cujas contribuições principais não estavam na ópera. (A música instrumental e a música a cappella nunca tinham morrido na música italiana, mas com a "Geração de 1880", essas tradições se fortaleceram).

## Biografia
Ildebrando Pizzetti nasceu em Parma, filho do pianista Odoardo Pizzetti, e de uma professora de piano. Na primeira fase de sua vida Pizzetti parecia caminhar para uma carreira como dramaturgo, pois escreveu várias peças, duas das quais foram produzidas, mas em 1895, decidiu-se por uma carreira musical e entrou para o Conservatório de Parma, onde foi aluno de Giovanni Tebaldini e interessou-se pela música antiga italiana, o que se refletiu na sua música e em seus escritos.
Foi professor no Conservatório de Florença do qual foi diretor entre 1917 e 1923, dirigiu o Conservatório de Milão em 1923 e foi o sucessor de Respighi na Academia de Santa Cecília, em Roma 1936-1958). Entre seus alunos estão Mario Castelnuovo-Tedesco, Olga Rudge e Franco Donatoni. Também foi crítico de música e escreveu livros sobre a música da Itália e da Grécia.
Discípulo do poeta, dramaturgo e revolucionário Gabriele d'Annunzio, Pizzetti escreveu música incidental para seus jogos, e foi muito influenciado pelos temas neoclássicos. Uma das óperas compostas por Pizzetti é uma criação de D'Annunzio: La figlia di Jorio.
Suas obras não são executadas com frequência. Produziu música não emocional, quase minimalista, de difícil avaliação qualitativa.

## Principais composições

### Música orquestral
- Symphony in A in celebrazione del XXVIo centenario della fondazione dell'Impero giapponese. 1940
- Incidental music, especially to plays by d'Annunzio, especially
  - La Pisanelle (1912-3)
- Suite from La Pisanelle (premiered 1919)[4]
- Harp concerto in E-flat (1960)[5][6]
- 3 Sonetti del Petrarca
- Tre composizioni corali
- Other vocal works, e.g. Epithalamium (1939?)
- Cello concerto in C (1933-4)
- Violin concerto in A, 1944[7]
- Canti della stagione alta: concerto for piano and orchestra
- Sinfonia del fuoco (from music for the silent film Cabiria)
- Rondo veneziano (1929)
- Concerto dell'Estate

### Óperas
- Sabina (1897)
- Il Cid (1903)
- Aeneas (1903)
- Mazeppa (1905, unfinished)
- Fedra (1909-12)[8]
- Gigliola (1914, unfinished)
- Dèbora e Jaéle (1915-21)
- Fra Gherardo (1928)
- Lo straniero (1930)
- Orsèolo (1935)
- L'Oro (1947)
- Vanna Lupa (1949)
- Cagliostro (1953)
- La figlia di Jorio (1954)
- Povera gente (1956, unfinished)
- Assassinio nella cattedrale (1958)
- Il calzare d'argento (1961)
- Clitennestra (1965)

### Música de câmara
- Violin sonata in C minor (1900)
- String Quartet n.1 in A major (1906)[9]
- Violin sonata in A (championed by Yehudi Menuhin) written 1918–9,[10] pub. 1920
- Cello sonata in F 1921, pub. 1922
- Tre canti for cello and piano (1924)[11]
- Piano sonata pub. 1942
- Piano trio in G minor (1900)
- Piano trio in A (from 1925)[11]
- String Quartet n.2 in D (written 1932-33, pub. 1934.)

### Música sacra
- Messa di Requiem (1922-1923)[12]
- Cantata: Filiae Jerusalem, Adjuro Vos (1966)[13]